# 勒凯伊
勒凯伊（法語：Requeil，法語發音：[ʁəkɛj]）是法国萨尔特省的一个市镇，属于拉弗莱什区。

## 地理
勒凯伊（47°47'4"N, 0°9'43"E）面积13.89 平方千米，位于法国卢瓦尔河地区大区萨尔特省，该省份为法国西北部内陆省份，北起顺时针与奥恩省、厄尔-卢瓦省、卢瓦-谢尔省、安德尔-卢瓦尔省、曼恩-卢瓦尔省和马耶讷省接壤，是法国大西部的入口，连接卢瓦尔河谷、布列塔尼和巴黎盆地。
与勒凯伊接壤的市镇（或旧市镇、城区）包括：伊夫雷勒波兰、芒西涅、瓦泽、蓬瓦兰。

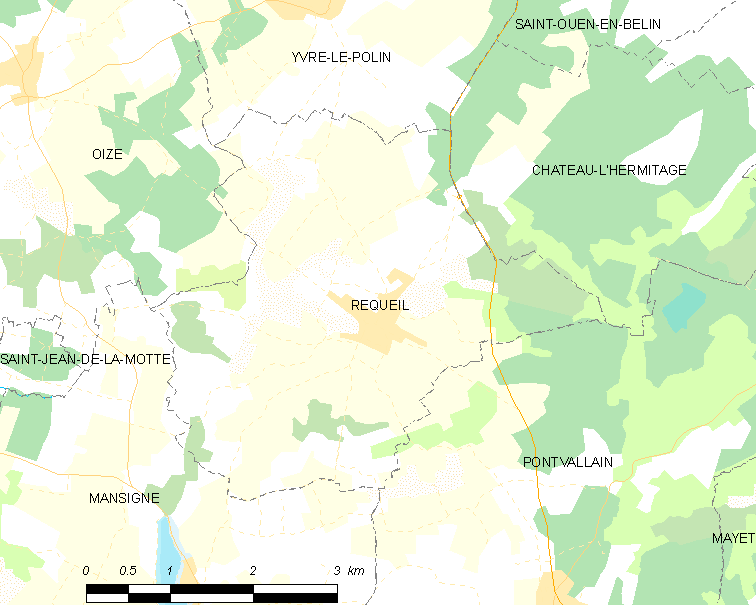
勒凯伊的OSM定位图

勒凯伊的时区为UTC+01:00、UTC+02:00（夏令时）。

## 行政
勒凯伊的邮政编码为72510，INSEE市镇编码为72252。

## 政治
勒凯伊所属的省级选区为勒吕德县。

## 人口

1962-2008年间勒凯伊人口变化图示

勒凯伊于2022年1月1日时的人口数量为1108人。